# Mewtwo
Mewtwo (ミュウツー, Myūtsū) est une espèce de Pokémon, créature de fiction appartenant à la franchise médiatique japonaise Pokémon. Sorte de « boss de fin » de la première génération de la franchise, il en est demeuré un symbole charismatique.
Créé par Ken Sugimori, il apparaît dans les jeux vidéo Pokémon Rouge et Bleu (dont il est l'ultime créature) et leurs suites, ainsi que dans de nombreux titres dérivés, produits dérivés, et adaptations animées de la franchise.
Masachika Ichimura (en) est la voix officielle de Mewtwo en japonais, Fujiko Takimoto la voix dans le CD drama intitulé Sound Picture Box: Mewtwo's Origin et Showtaro Morikubo (en) la voix dans l'adaptation animée. En français, Mewtwo est doublé par Jean-Marc Delhausse dans les films Mewtwo contre-attaque et Le Retour de Mewtwo.
Dans les jeux vidéo, le joueur a la possibilité de combattre et de capturer Mewtwo, pour par la suite le faire combattre contre d'autres Pokémon. Le joueur apprend progressivement l'existence de Mewtwo lors de sa progression dans Pokémon Rouge et Bleu, en lisant des documents dans un laboratoire en ruine situé à Cramois'Île. Les documents révèlent qu'un scientifique avait passé des années à créer génétiquement un clone identique à celui du Pokémon Mew (qui n'est pas présent dans la version normale du jeu). Mewtwo réussit finalement à s'échapper grâce à son intelligence et sa puissance phénoménale.
Considéré comme l'un des Pokémon les plus puissants de la franchise (et le plus puissant de la première génération et de la série animée), les joueurs se devaient de trouver un stratagème pour vaincre certains de leurs compères qui utilisaient Mewtwo lors d'un combat. Des études démontrent que ce personnage reste populaire parmi les adolescents, contrairement à Mew qui reste populaire parmi les plus jeunes. Cependant, l'accueil concernant son apparence physique reste partagée, certains critiques comme Daily Record le notant comme le cliché du méchant, tandis que d'autres tels que Animerica (en) et Sight & Sound mettent en avant la profondeur du personnage.

## Création

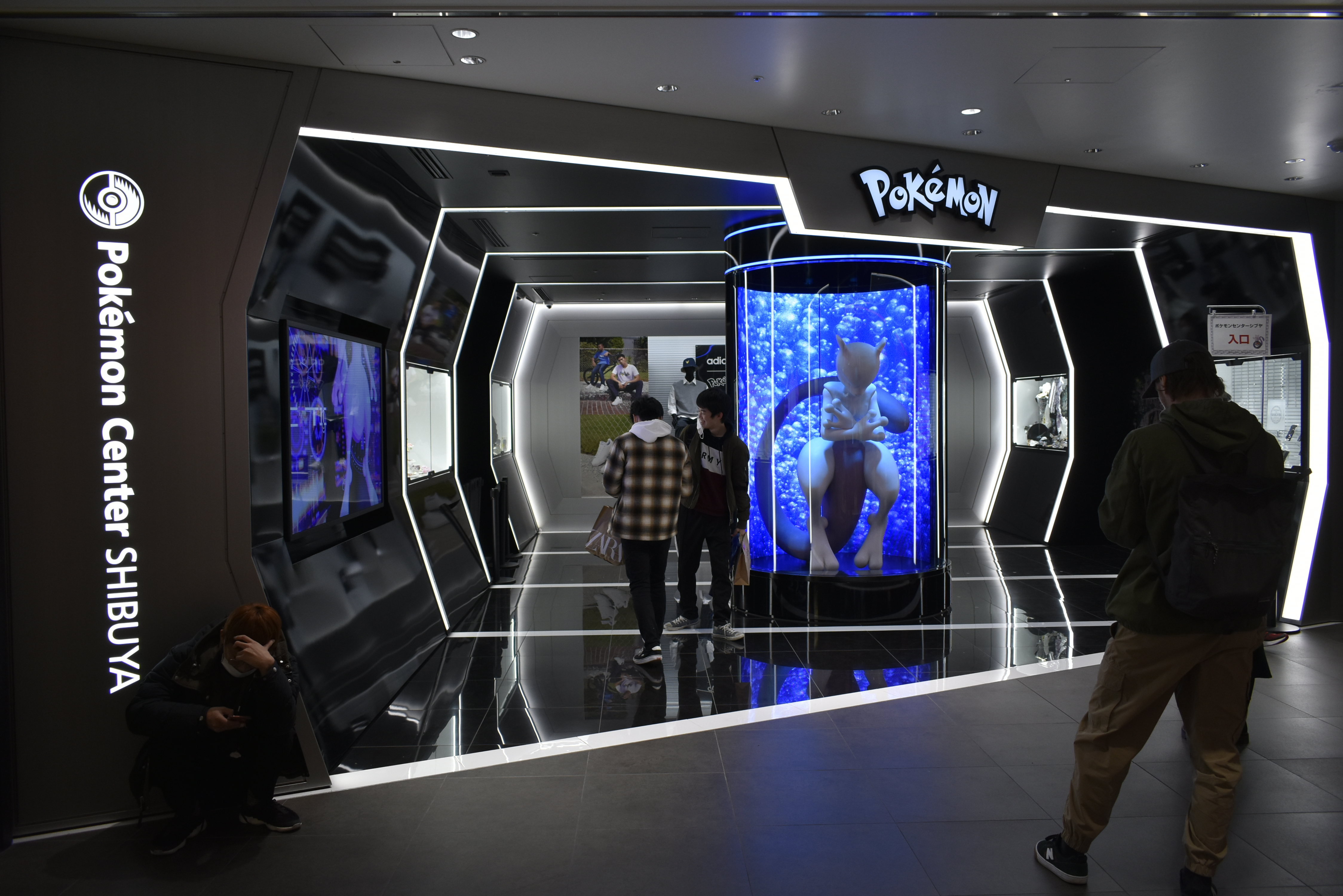
Entrée du centre Pokémon de Shibuya, dans laquelle se trouve un mannequin de Mewtwo entreposé dans une cuve transparente.

Propriété de Nintendo, la franchise Pokémon est apparue au Japon en 1996 avec les jeux vidéo Pocket Monsters Vert et Pocket Monsters Rouge. Son concept de base est la capture et l'entraînement de créatures appelées Pokémon, afin de leur faire affronter ceux d'autres dresseurs de Pokémon. Chaque Pokémon possède un ou deux types – tels que l'eau, le feu ou la plante – qui déterminent ses faiblesses et ses résistances au combat. En s'entraînant, ils apprennent de nouvelles attaques et peuvent évoluer en un autre Pokémon.
Comme la plupart des autres Pokémon, la conception de Mewtwo est l’œuvre de Ken Sugimori et de l’équipe de développement des personnages du studio Game Freak. Il est conçu avec la première génération de jeux Pokémon, Pocket Monsters Vert et Rouge, sortis à l'extérieur du Japon sous les titres de Pokémon Version rouge et Version bleue,.
Le nom japonais de Mewtwo (ミｭウツー, Myūtsu, officiellement romanisé en Mewtwo) est composé de ミｭウ (Myū, le nom du Pokémon Mew) et de ツー (tsu, two, « deux » en anglais) ; il signifie littéralement « Second Mew », en référence au Pokémon dont il est issu. Le nom de Mew (ミｭウ, Myū) vient lui-même de l'anglais « mutant ». Si les noms de la plupart des autres Pokémon sont adaptés lors de la parution des jeux en Occident, Mewtwo, de même que Mew et Pikachu, conserve le même nom qu'en japonais.
Avant l'apparition du premier film Pokémon aux États-Unis, Mewtwo était rarement considéré comme un « clone » par les médias japonais. Kubo Masakazu, producteur exécutif du premier film, explique qu'ils ont « intentionnellement évité d'utiliser le terme kuron [clone] car le mot possède une connotation effrayante. » Bien qu'il soit le descendant de Mew, Mewtwo précède Mew dans la numérotation de l'index Pokémon du fait que le programmeur de Game Freak, Shigeki Morimoto, l'avait lui-même inclus avant la révélation de Mew. Lors d'une entrevue, le président de la Pokémon Company, Tsunekazu Ishihara, explique qu'il était prévu que Mewtwo se popularise auprès de l'audience nord-américaine, citant leur préférence pour les personnages fictifs forts et puissants.

## Description
Son apparence physique est très différente de celle de Mew, dont il est pourtant dérivé. Il a comme son modèle l'apparence d'un félin bipède blanc, mais beaucoup plus grand et élancé, et possédant une queue et un estomac violets (verts dans sa version chromatique), ainsi qu'une sorte de second conduit cutané reliant l'arrière de sa tête à son dos, redoublant le cou. Son apparence a été associée à celle d'un « croisement surdimensionné d'un chat, d'un écureuil et d'un kangourou » - sa posture bipède équilibrée par une queue évoque particulièrement ce dernier animal. Son physique et la palette de couleurs utilisées (gris clair et violet) pourraient également avoir été inspirés de la forme finale de Freezer, le diabolique ennemi de la série Dragon Ball, dont le succès battait alors son plein.
Personnage de jeux vidéo, Mewtwo ne possède qu'un très rare dialogue, et est représenté en tant qu'antagoniste vicieux dont le but principal est de se venger des humains qui l'ont créé, ou dans les versions ultérieures de prouver sa toute-puissance face à ses adversaires. Les autres produits dérivés de la franchise, en particulier l'anime, ont davantage développé la personnalité de la créature en lui attribuant une voix masculine et en lui faisant s'interroger sur le but de son existence : il est ainsi l'un des rares Pokémon doués de parole.
Dans les jeux Pokémon, Mewtwo est considéré être le « plus fort des Pokémon jamais créé. » De type psy, il utilise la télékinésie pour voler et flotter dans les airs ainsi que la télépathie pour communiquer. Durant les combats, il possède la faculté de se former un bouclier autour de lui, et de projeter ses adversaires pour compenser son manque de rapidité. Il conserve, malgré cela, son énergie jusqu'à ce qu'il en ait besoin. Mewtwo peut également se régénérer et guérir rapidement de très graves lésions.

## Apparitions

### Jeux vidéo
Dans Pokémon Rouge et Bleu, le joueur apprend, au fur et à mesure de la progression du jeu, l'existence de Mewtwo lorsqu'il découvre des documents abandonnés au Manoir Pokémon situé sur l'île de Cramois'Île. Les notes indiquent sa création à partir de Mew grâce aux efforts d'un scientifique solitaire. Mewtwo, trop puissant et hors de contrôle, réussit à détruire le laboratoire et à s'échapper. L'occasion de capturer Mewtwo se présente au joueur dans la Caverne Azurée, uniquement accessible qu'une fois les boss de fin de niveaux, dont le Conseil des Quatre et l'antagoniste jumeau du joueur, vaincu ; dans les reprises Pokémon Rouge Feu et Vert Feuille, cette condition a été changée, le joueur devant explorer plus en détail les environs et enregistrer les informations de soixante espèces différentes de Pokémon avant de pouvoir accéder à la caverne. Mewtwo peut être capturé dans les jeux Pokémon Or HeartGold et Argent SoulSilver au même endroit uniquement après avoir vaincu les huit dresseurs champions de la ligue Kanto. En 2012, le personnage est représenté dans une publicité pour un contenu téléchargeable de Pokémon Noir et Blanc. Mewtwo peut également être capturé dans les jeux Pokémon X et Y et possède deux types de méga-évolution.
À ses débuts, Mewtwo est également apparu dans d'autres jeux vidéo de chez Nintendo. Dans Pokémon Stadium et Pokémon Pinball, Mewtwo apparaît en tant que boss de fin de niveau une fois tous les niveaux achevés,. Dans Pokémon Puzzle League, Mewtwo est l'adversaire final à affronter et l'antagoniste responsable des événements qui surviennent dans le jeu. D'autres jeux vidéo, comme Super Smash Bros. Melee et la série des Pokémon : Donjon mystère - Équipe de secours rouge et bleue, incluent Mewtwo en tant que personnage jouable à débloquer, à vaincre avant qu'il ne puisse être utilisé par le joueur,, tandis que d'autres, comme Pokémon Snap, incluent le personnage faisant une brève apparence. Il apparaît également dans Super Smash Bros. for Nintendo 3DS / for Wii U par contenu téléchargeable.
Pour toutes ses apparitions durant lesquelles le personnage possède un dialogue, Mewtwo a été doublé par l'acteur japonais Masachika Ichimura (en), à l'exception de Pokémon Puzzle League.

### Série télévisée et films
Mewtwo apparaît en tant qu'antagoniste principal dans le premier film animé de 1999 intitulé Mewtwo contre-attaque, et dans lequel il est la création d'un groupe de scientifiques travaillant sur le clonage Pokémon. Mewtwo se réveille et détruit son laboratoire natal. le chef de la Team Rocket, Giovanni, réussit à le convaincre de l'aider à canaliser ses pouvoirs. Cependant, il utilise Mewtwo comme une arme. Après avoir réussi à échapper à Giovanni, Mewtwo s'interroge sur son existence et décide de se venger de ses créateurs. Dans ce but, il fait appel à de nombreux dresseurs Pokémon, parmi lesquels le principal protagoniste Sacha, sur son île dans le but de cloner leurs Pokémon. Ceci fait, Mewtwo force les Pokémon des dresseurs à combattre ses propres clones pour déterminer lesquels sont supérieurs aux autres, tandis que Mewtwo fait face à Mew. Sacha se sacrifie pour mettre fin aux combats, mais s'en sort par la suite. Mewtwo, Mew, et les clones quittent par la suite leur sanctuaire, en gardant en mémoire ce qu'il vient de se passer. Dans la version adaptée nord-américaine, la personnalité de Mewtwo change, ce dernier devenant plus arrogant et mégalomane ; Norman J. Grossfeld (en), chargé de l'adaptation du film, avait ordonné ce changement, car il considérait que l'audience américaine était plus attiré par un personnage « clairement diabolique » plutôt que par un méchant classique. Dans le film, Mewtwo est doublé par Jean-Marc Delhausse en français, Phillip Bartlett en anglais, et Ichimura en japonais.
En septembre 1999, Nintendo publie Sound Picture Box Mewtwo, incluant The Birth of Mewtwo: Pokémon Radio Drama, un CD drama expliquant les origines de Mewtwo. Créé par le scientifique Dr Fuji, Mewtwo fait partie de nombreuses tentatives de clonage, dont une tentative ratée de clonage de la fille décédée de Fuji. Doublé par Fujiko Takimoto, Mewtwo s'allie d'amitié avec elle, et communiquent par télépathie ; cependant, le processus de clonage semble instable et elle décède par la suite. Fuji efface par la suite la mémoire de Mewtwo et le place sous sédation, jusqu'aux événements qui se déroulent dans le premier film. Le CD drama est ensuite adapté en un court-métrage animé, par la suite inclus dans Le Retour de Mewtwo. Dan Green et Masachika Ichimura ont doublé les voix anglaise et japonaise de Mewtwo adulte, respectivement. La version enfant est doublée en japonais par Fujiko Takimoto dans le CD drama et par Showtaro Morikubo (en) pour l'anime, et aucune voix n'a été créditée dans la version anglaise,,.
En décembre 2000, le film est suivi de Pokémon : Le Retour de Mewtwo, diffusé au Japon à la télévision en 2000, puis commercialisé dans le monde en 2001 sous formats cassette vidéo et DVD. Dans ce film, Mewtwo et ses clones ont trouvé un endroit dans lequel ils se reposent. Cependant, Giovanni, dont les événements lui restent gravé dans la mémoire depuis le premier film, localise et prend Mewtwo en chasse. Assisté de Sacha et de ses amis, Mewtwo vient à bout de son existence et parvient à vaincre Giovanni, réussissant à effacer la mémoire de ce dernier et de ses sbires. Mewtwo fait également une apparition dans la comédie musicale Pokémon Live! (en), une adaptation en live du premier film Mewtwo contre-attaque, mis en scène par Marton Fulop. Dans ce spectacle, Mewtwo affronte un clone robotique de lui-même, MechaMew2, créé par Giovanni, possédant la capacité d'apprendre chaque attaque utilisée contre lui. Cependant, après s'être lié d'amitié avec Mewtwo, la machine se rebelle et s'auto-détruit. L'OAV de 2006, Pokémon : Le Maître des mirages, montre un hologramme de Mewtwo, créé et contrôlé par l'antagoniste Dr Yung. À l'aide d'un hologramme de Mew, Sacha et ses amis réussissent à vaincre Yung. Un autre Mewtwo apparaît dans l'OAV intitulé Mewtwo: Prologue to Awakening et le film Genesect et l'Éveil de la légende, doublé par l'actrice Reiko Takashima (en). Mewtwo est désormais capable d'évoluer en une nouvelle forme nommée Awakened Form (覚醒した姿, Kakusei-shita Sugata) qui est en fait la méga évolution de Mewtwo lorsqu'il tient la méga gemme Mewtwoite Y.
En mai 2019, le film en live-action Pokémon : Détective Pikachu sort en France. Dans celui-ci, Mewtwo apparaît en tant que personnage ayant une grande implication dans l'intrigue principale du long-métrage.

### Manga
Comme toute franchise nippone à succès, Pokémon a eu droit à une adaptation manga ; celui-ci ne retrace pas le dessin animé, même s'il en était fortement inspiré. Dans cette bande dessinée japonaise, Mewtwo a été créé par Auguste, père du héros, scientifique anciennement au service de la Team Rocket. Son fils Sacha apprend qu'une rumeur circule à propos d'un monstre semant la désolation aux alentours d'Azuria qui s’avère être Mewtwo.
Mewtwo est apparu en tant que personnage principal dans la plupart des ouvrages dérivés de la franchise Pokémon, dont les adaptations sur papier des films Mewtwo contre-attaque et Le Retour de Mewtwo, deux ouvrages qui retranscrivent fidèlement les événements des films,,. En décembre 1999, Viz Media publie, en Amérique du Nord, l'ouvrage pour enfants intitulé I'm Not Pikachu!: Pokémon Tales Movie Special, dans lequel les enfants peuvent en apprendre davantage sur de nombreux Pokémon dont Mewtwo. En mai 2001, Viz publie un second ouvrage pour enfant, Mewtwo's Watching You!, montrant un Mewtwo timide regardant les autres Pokémon jouer entre eux.

### Jeu de cartes
Le jeu de cartes Pokémon est un jeu de cartes à collectionner avec un but du jeu similaire à un match Pokémon dans la série de jeux vidéo ; les joueurs doivent utiliser des cartes (qui ont chacune leurs forces et faiblesses) dans le but de vaincre son adversaire en mettant toutes ses cartes KO.

## Réception
Dans les jeux, Mewtwo est classé comme l'un des adversaires les plus farouches, et est décrit dans Pokémon Rouge et Bleu comme étant « le meilleur Pokémon du jeu,, » ainsi que « l'un des plus rares et des plus difficiles à capturer. » Parmi les cent Pokémon les plus populaires d'IGN, Mewtwo arrive à la deuxième place. Lors d'une interview, le président de Pokémon Company Tsunekazu Ishihara a déclaré que Mewtwo était populaire auprès du public nord-américains, citant leur préférence pour les personnages « forts et puissants. »
Le groupe multimédia IGN déplore son absence dans Super Smash Bros. Brawl, tout comme les fans qui partagent le même sentiment dans un sondage réalisé par le site, bien qu'il soit qualifié de « personnage le plus faible » de Super Smash Bros. Melee, second opus de la série. Sa réintroduction dans Super Smash Bros. for Nintendo 3DS / for Wii U par le biais du contenu téléchargeable a été acceptée de manière très positive par les fans.
Le livre Pikachu's Global Adventure: The Rise and Fall of Pokémon juge Mewtwo populaire auprès des adolescents de sexe masculin qui ont tendance à être fascinés par les caractères « difficiles ou effrayants. » Le livre Gaming Cultures and Place in Asia-Pacific le compare aux films Kaijū, prenant pour exemple Godzilla. Mewtwo a également été comparé au monstre de Frankenstein du fait qu'il est aussi né de moyens artificiels.
L'image de Mewtwo est utilisée pour des marchandises liées à la franchise Pokémon, qui comprend des jouets, des brosse à dents pour enfants, et un pion d'une version de Monopoly basé sur le thème de Pokémon. L'État insulaire Niue a réalisé une pièce d'un dollar le mettant en vedette dans le cadre d'une promotion commémorative de la franchise.